# Resolution 1264 des UN-Sicherheitsrates
Die Resolution 1264 des UN-Sicherheitsrates ist eine Resolution zur Situation in Osttimor, die der Sicherheitsrat der Vereinten Nationen am 15. September 1999 auf seiner 4045. Sitzung einstimmig angenommen hat.
Bei der Annahme der Resolution nahm der Sicherheitsrat auf seine früheren Entscheidungen zu Osttimor Bezug, darunter die Resolutionen 384 (1975) vom 22. Dezember 1975, 389 (1976) vom 22. April 1976, 1236 (1999) vom 7. Mai 1999, 1246 (1999) vom 11. Juni 1999 und 1262 (1999) vom 27. August 1999.
Mit der Resolution reagierte der Sicherheitsrat auf die Volksbefragung in Osttimor vom 30. August 1999 und die darauffolgende Gewalt durch pro-indonesische Milizen. Etwa 2000 Menschen wurden ermordet, drei Viertel der Bevölkerung war auf der Flucht. Die Osttimoresen hatten sich im Referendum für die völlige Unabhängigkeit ihres Landes ausgesprochen, das seit 1975 von Indonesien besetzt war. Der Sicherheitsrat drückte seine Besorgnis über die Verschlechterung der Sicherheitslage und die Vertreibung und Umsiedlung timoresischer Zivilpersonen aus, sowie über Angriffe auf Personal und Räumlichkeiten der United Nations Mission in East Timor (UNAMET) und auf humanitäres Personal.
Unter Kapitel VII der Charta der Vereinten Nationen und unter Achtung der Souveränität Indonesiens verurteilte der Sicherheitsrat Gewalthandlungen in Osttimor und verlangte deren Einstellung und die Bestrafung der Schuldigen. Er forderte die Zusammenarbeit aller Seiten in Osttimor mit humanitären Organisationen, um den Schutz gefährdeter Zivilpersonen, die sichere Rückkehr von Flüchtlinge und Vertriebener und die Bereitstellung humanitärer Hilfe sicherzustellen. Zu diesem Zwecke genehmigte er auch die Entsendung einer Truppe, wie es in dem Schreiben der Regierung Indonesiens vom 12. September 1999 an den Generalsekretär der Vereinten Nationen gewünscht wurde. Das Mandat der multinationalen Truppe umfasste die Wiederherstellung von Frieden und Sicherheit in Osttimor und den Schutz von UNAMET sowie die Erleichterung humanitärer Hilfsmaßnahmen. Die beteiligten Staaten wurden durch die Resolution ermächtigt, alle notwendigen Mittel zur Erfüllung dieses Mandats anzuwenden.
Das Gremium unterstrich mit der Resolution die Verantwortung Indonesiens für die Übergangsphase zwischen dem Abschluss der Volksbefragung und dem Beginn der Umsetzung ihres Ergebnisses für die Wahrung von Frieden und Sicherheit in Osttimor und dass Indonesien nach dem Abkommen vom 5. Mai 1999 auch die sichere Rückkehr der Flüchtlinge nach Osttimor zu gewährleisten habe.
Der Sicherheitsrat übertrug dem Generalsekretär die Aufgabe, eine Übergangsverwaltung der Vereinten Nationen in Osttimor zu planen und vorzubereiten. Die Führung der Friedenstruppe wurde aufgefordert, dem Gremium regelmäßig über den Fortschritt bei der Umsetzung des Mandates Bericht zu erstatten.
Auf Grundlage der Resolution wurde die Internationale Streitkräfte Osttimor INTERFET nach Osttimor entsandt. Erste australische Einheiten landeten auf dem Flughafen von Dili am 20. September 1999. Die Übergangsverwaltung der Vereinten Nationen für Osttimor UNTAET nahm ihre Arbeit am 25. Oktober 1999 auf, basierend auf Resolution 1272 (1999).